# 11467 Simonporter
11467 Simonporter este o planetă minoră (asteroid) din centura de asteroizi. A fost descoperită pe 3 martie 1981 la Observatorul Siding Spring de Schelte J. Bus și a fost numită după Simon Porter⁠(d). 
Obiectul prezintă o orbită caracterizată de o semiaxă mare de 2,5650168 UAi, o excentricitate de 0,12, o înclinație de 3,39276 ° în raport cu ecliptica.